# Берёзовка (Тукаевский сельсовет)
Берёзовка (баш. Берёзовка) — упразднённая в 1986 году деревня в Тукаевском сельсовете Аургазинского района Башкирской АССР.
Находилась в 3 км к юго-западу от села Тукаево.
Расстояние до:
- районного центра (Толбазы): 29 км,
- центра сельсовета (Тукаево): 2 км,
- ближайшей железнодорожной станции (Белое Озеро): 52 км.

На 1 января 1969 года проживали 137 человек; преимущественно русские (Башкирская АССР: административно-территориальное деление на 1 января 1969 года. — Изд. 5-е. — Уфа: Башкирское книжное издательство, 1969. С.48).
Исключена из учетных данных Указом Президиума ВС Башкирской АССР от 12.12.1986 N 6-2/396 «Об исключении из учетных данных некоторых населенных пунктов»).
В справочнике 1952 года отсутствует.